# Samuel Colt (attore pornografico)
Samuel Colt, pseudonimo di Brandon Clark (Salem, 6 dicembre 1973), è un attore pornografico statunitense, attivo nel settore della pornografia gay.

## Biografia
Nato e cresciuto a Salem, Oregon, in età adulta si trasferisce a San Francisco. Partecipa a varie competizioni di culturismo, vincendo diversi titoli, tra cui Mr. Powerhouse e Mr. San Francisco Leather e diventando finalista di Mr. International Leather. Dopo aver lavorato per anni dietro le quinte del settore per adulti, come webmaster per la Hot House Entertainment, il suo debutto come attore pornografico avviene nel 2009 nel film Green Door di Mustang Studios, marchio dei Falcon Studios, con cui firma un contratto come modello esclusivo.
Dopo aver vinto il titolo di "Uomo dell'anno", assegnatogli dalla rivista Unzipped, si impone sulla scena pornografica gay come un performer principalmente come attivo, tranne alcuni casi in cui si è esibito come passivo. Nel 2010 vince un Grabby Award come miglior esordiente e l'anno successivo ne vince due, come "Performer of the Year" e "Hottest Cum Scene" per il film Crotch Rocket.

## Filmografia

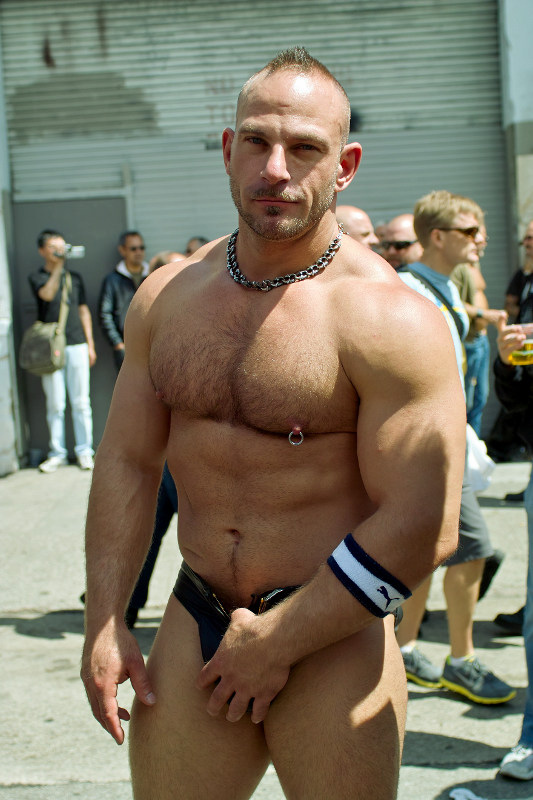
Samuel Colt nel 2010

- Green Door (Falcon Studios / Mustang) (2009)
- Sounding #3 (FetishForce.com) (2009)
- Straight Edge 4 (Jet Set Men) (2009)
- Darkroom (Falcon Studios / Mustang) (2009)
- Adrenaline (Falcon Studios / Mustang) (2010)
- Rhodes' Rules (Mustang) (2010)
- Crotch Rocket (Mustang) (2010)
- Depths of Desire – Part 2 (Mustang) (2010)
- Fit for Service (Mustang) (2010)
- Worked Up (Mustang) (2011)
- Muscles in Leather (Colt) (2011)
- He's Got a Big Package (Raging Stallion) (2011)
- All Access (Raging Stallion) (2011)
- Lucky Fuck (Lucas Entertainment) (2011)
- Woodshop (Raging Stallion) (2011)

## Riconoscimenti
- Grabby Awards 2010 – Best Newcomer (ex aequo con Austin Wilde)[1]
- Trendy Awards 2010 – Trendiest Fetish Star[2]
- TLA Gay Awards – Favorite Newcomer[3]
- Grabby Awards 2011 – Performer of the Year (ex aequo con Brent Everett)[4]
- Grabby Awards 2011 – Hottest Cum Scene (con Árpád Miklós, Alessio Romero e Brenn Wyson)[4]
- International Escort Awards 2013 – Best Boyfriend Fantasy